# 成长党

正确事业时期的标志

成长党（俄语：Партия Роста）是一个俄罗斯政党，创立于2009年2月18日，前称正确事业（Правое дело），由右翼力量聯盟、公民力量和俄罗斯民主党合并而成。正确事业的主要政策立场为中间偏右，支持自由市场经济，支持民主，维护中产阶级权益。虽然通常被认为是一个亲克里姆林宫的政党，但该党在若干场合反对总统普京的观点。成长党在多个地方立法机构中占有议席。